# Wilhelm Blos
Wilhelm Josef Blos (né le 5 octobre 1849 à Wertheim et mort le 6 juillet 1927 à Stuttgart-Cannstatt) est un journaliste, historien, écrivain et homme politique allemand. Blos est député du Reichstag pour le SPD et premier président de l'État populaire de Wurtemberg. En tant que journaliste, il est le premier rédacteur en chef responsable du magazine satirique Der wahre Jacob. Il écrit pour le Der wahre Jacob sous le pseudonyme de Hans Flux, un de ses écrits est paru sous le pseudonyme de A. Titus.

## Biographie
À la mort de son père, le médecin de campagne Aloys Blos, Wilhelm a sept ans. Le beau-père le maltraite. À partir de 1863, il vit avec ses grands-parents et étudie au lycée de Wertheim. Il poursuit ensuite avec succès son beau-père pour fraude successorale. Wilhelm interrompt un apprentissage commercial à Mannheim, rattrape son Abitur et à partir de 1868 étudie l'histoire et la philologie à l'Université de Fribourg. Là, il rejoint le Corps Rhenania Freiburg (de).
Cependant, Blos abandonne ses études après trois semestres par manque d'argent et devient journaliste. Jusqu'en 1875, il travaille pour divers magazines, dont certains sont sociaux-démocrates. Le court séjour au Konstanzer Volksfreund lui vaut d'être accusé de délit de presse. À Nuremberg, il devient membre du SDAP en 1872. À Eisenach, il rencontre August Bebel et Wilhelm Liebknecht. Depuis que Bebel, Liebknecht et Adolf Hepner (de) sont arrêtés, Blos est censé reprendre le travail éditorial de Der Volksstaat (de). Alors qu'il travaille à Der Volksstaat, Blos est condamné à trois mois de prison pour délit de presse en 1874. Il rencontre Karl Marx en 1874 après avoir purgé sa peine.
En 1875, il fonde le Mainzer Eulenspiegel, un hebdomadaire satirique à Mayence. Peu de temps après, il est à nouveau accusé et emprisonné. Lors du congrès d'unification de Gotha en mai 1875, Blos, qui vit alors à Mayence, représente 125 membres du parti de Mayence et de Gartenfeld (de). Aux élections du Reichstag en 1877 et 1881, il remporte la circonscription de la Reuss branche aînée pour le SPD.
À partir de l'automne 1875, Blos travaille à Hambourg pour le Hamburg-Altonaer Volksblatt (de), nouvellement fondé par Wilhelm Hasselmann (de). Il conserve le poste d'éditeur aux côtés du poète ouvrier Jacob Audorf (de) (1875-1877) jusqu'en 1880. Blos travaille également au Gerichtszeitung aux côtés d'Ignaz Auer (de). L'adoption de la loi socialiste le 19 octobre 1878 met fin à la publication de nombreuses revues sociales-démocrates. Dans le Hambourg plus libéral, cependant, sa mise en œuvre est encore retardée. En 1879, par l'intermédiaire de l'éditeur Johann Heinrich Wilhelm Dietz, Blos est le premier rédacteur « responsable » du mensuel satirique Der wahre Jacob, qui doit cesser sa parution à la fin de l'année. Après la proclamation de l'état de siège mineur le 29 octobre 1880, Blos, Auer et d'autres sociaux-démocrates sont expulsés de Hambourg et de Prusse par les autorités du Reich.
Après des séjours à Mayence et à Brême, Dietz le fait venir à Stuttgart en 1883, où les sociaux-démocrates sont moins sévèrement persécutés. Là, il travaille également comme correcteur pour Die Neue Zeit. Ce n'est qu'en 1884 qu'il rédige une « revue politique » chaque mois « quasi officiellement » sous l'abréviation « WB ».
Lors du conflit sur les subventions aux bateaux à vapeur (1884/1885) au sein de la faction sociale-démocrate du Reichstag, Blos est un fervent partisan de cette loi,. Il appartient à la soi-disant « Commission de la potence de la presse », qui veut censurer le contenu du Der Sozialdemokrat (de) zurichois. Dès 1881, il a dit au Reichstag : « Qu'il y a parmi nous deux partis, pour ainsi dire, l'un modéré et l'autre extrême ou révolutionnaire, comme il les appelait. J'aimerais rendre cette division un peu différente. Ce sont plutôt les deux parties, l'une étrangère et l'autre locale ; donc la question sera probablement. ». L'auteur conservateur W. Krieter écrit en 1887 : « MM. Geiser (de), Blos et Frohme (de), dont les produits intellectuels sont pour la plupart publiés dans les revues de Dietz, ont le même intérêt. [...] Les nombreuses années de pratique de cette notation modérée ont naturellement aussi un impact sur la façon de penser elle-même."
À partir de 1884, Der Wahre Jacob est réédité à Stuttgart. Je viens d'écrire quelques articles, satires et poèmes pour ce journal. Le Berliner Volksblatt (de) le conduit de 1884 à 1890 en tant que rédacteur en chef responsable des affaires impliquant l'acte d'accusation. Le 1er janvier 1891, l'orgue central du SPD Berliner Volksblatt apparaît à Berlin et devient l'organe central du Parti social-démocrate d'Allemagne. Le rédacteur en chef est Wilhelm Liebknecht. Blos est co-éditeur du journal pendant une courte période.
Aux élections du Reichstag de 1884 à 1912, il est élu avec des interruptions comme député de la circonscription de Brunswick-Blankenburg. Selon sa propre déclaration, Blos "n'a pas brillé parmi les grandes figures parlementaires [...]". À partir des années 1890, Blos plaide politiquement pour une alliance avec les libéraux et professe le réformisme.
En 1890, la loi socialiste est abrogée et il se consacre à ses recherches historiques. Ses publications comprennent deux romans à tendance socialement critique, des traductions, des ouvrages sur la révolution de 1848/49, la guerre paysanne et les ouvrages autobiographiques Mémoires d'un social-démocrate et De la monarchie à l'État populaire . Horst Krause arrive à la conclusion : « Son historiographie ne l'a pas identifié comme un grand scientifique [...] qu'il est non seulement attesté comme compétent sur les questions historiques par des personnalités importantes de son parti et au-delà des frontières du parti, mais un large public et [...] a contribué à façonner la conscience politique de ses contemporains. »  En 1905, il épouse Anna Blos, qui est membre du comité exécutif de l'État du SPD Wurtemberg.
Blos est un partisan actif et conditionnel de l'approbation des prêts de guerre le 4 août 1914 et la politique de Burgfrieden de la faction SPD du Reichstag.
Après la Révolution de novembre, Wilhelm Blos prend le relais le 9 novembre 1918 le gouvernement en tant que Premier ministre (à partir de 1919 avec le titre de président de l'État) et ministre des Affaires étrangères de l'État populaire libre de Wurtemberg. Wilhelm Blos n'a jamais aspiré au poste de ministre-président, à ce stade il s'est déjà retiré de la politique active et s'est concentré sur ses activités journalistiques. Le 9 novembre 1918, il veut seulement accompagner sa femme Anna Blos à une réunion du comité exécutif du SPD Wurtemberg. Le choix de Blos doit probablement à sa position politique modérée, qui lui confère à ce moment un pouvoir d'intégration et lui vaut l'approbation à la fois de la bourgeoisie et des radicaux-démocrates ainsi que celle des sociaux-démocrates et des conseils. Le gouvernement n'est initialement formé que par le SPD et l'USPD. Le 11 novembre, des ministres des partis bourgeois rejoignent également le gouvernement Blos. Le 30 novembre 1918, le roi Guillaume II de Wurtemberg abdique. Le 12 janvier 1919 a lieu l'élection de l'assemblée constituante de l'État, qui confirme Blos au pouvoir. En juin 1920, les sociaux-démocrates subissent une lourde défaite lors des premières élections d'État régulières, ce qui entraîne la démission de Blos. Son successeur à la présidence de l'État de Wurtemberg est Johannes von Hieber.
Dans ses écrits Marx ou Bakounine ? Karl Marx et Friedrich Engels. Démocratie ou dictature ? « [Il] est même allé jusqu'à assimiler de manière flagrante le bolchevisme et le bakunisme. «  Les mémoires de Wilhelm Keil comptent parmi les représentations sociales-démocrates marquantes de la révolution pour le Wurtemberg, avec les mémoires de Blos, Dans cet ouvrage, Wilhelm Blos admet au début : « La scission actuelle de la social-démocratie était en elle-même regrettable. Il paralyse le pouvoir d'action du parti dans une large mesure. Mais cela apporte aussi le gain inestimable que tous les hyporadicaux, et avec eux les Krakehler, qui ont perturbé et troublé la vie intérieure du parti pendant de nombreuses années, se trouvent soudain à l'extérieur. [...] Tous les pleurnicheries incessantes sur la scission semblaient exagérées [...]. Là, j'ai demandé le remplacement du programme du parti « sénile » d'Erfurt par un programme contemporain, qui, malheureusement, n'est exécuté que tardivement. " 
Après sa fin de mandat le 23. Juin 1920 Blos se retire dans la vie privée. Lui et sa femme Anna se sont retrouvés dans une situation financière difficile, car après sa démission, il ne reçoit qu'une «petite» pension. "Retiré et déçu de son parti", Wilhelm Blos décède le 6 juillet 1927 à Stuttgart.

## Honneurs

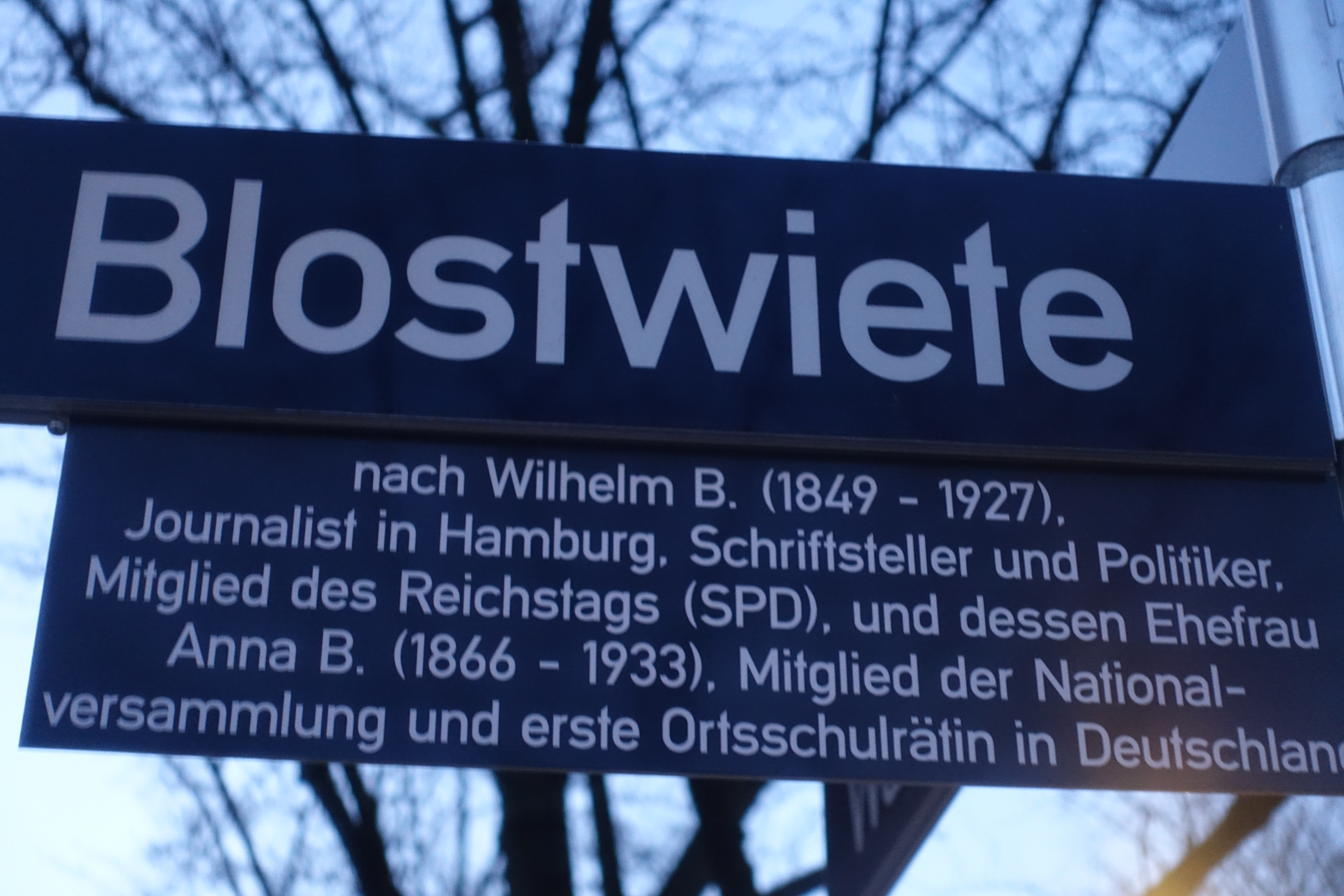
Plaque de rue à Hamburg-Horn

Avec sa femme, il est l'homonyme de Blosweg et Blostwiete à Hambourg-Horn, Wilhelm-Blos-Straße à Louisbourg et Stuttgart, ainsi que Wilhelm-Blos-Straße à Wertheim am Main et à Berlin-Mahlsdorf.

## Travaux

### Écrits indépendants
- Blut und Eisen. Die Entstehung des Krieges von 1866 nach den Enthüllungen Lamarmora's und der Streit zwischen Bismarck und Lamarmora. Rübner, Chemnitz 1874.
- Zur Geschichte der Kommune von Paris. Genossenschaftsbuchdruckerei, Nürnberg 1874. (2. Aufl. Wilhelm Bracke jr., Braunschweig 1876)
- Unsere Preßzustände. Genossenschaftsbuchdruckerei, Nürnberg 1874.
- Die Revolution zu Mainz 1792 und 1793. Nach Quellen dargestellt. Genossenschaftsbuchdruckerei, Nürnberg 1875.
- A. Titus: Der König von Corsika. Eine romantische Dichtung. Kriebel, Hamburg 1881.
- Die Französische Revolution. Volksthümliche Darstellung der Ereignisse und Zustände in Frankreich von 1789 bis 1804. J. H. W. Dietz, Stuttgart 1888. (2. Aufl. 1890; 3. Aufl. 1906; 4. Aufl. 1910; 5. Aufl. 1920; 6. Aufl. 1921; 7. Aufl. 1922; 8. Aufl. 1923)
  - Francuzskaja revoljucija. Istoriceskii obzor sobytij i obestv. sostojanija vo Francii s 1789–1804 g. Stasjulevi, S.-Peterburg 1895. (In kyrillischer Schrift, russisch)
  - Francuzskaja revoljucija. Istoriceskii obzor sobytij i obestv. sostojanija vo Francii s 1789–1804 g. Perev. G. F. L'vovia. Al'tuler.Izd. 3. S.-Peterburg 1906. (In kyrillischer Schrift, russisch)
- Dr. W. Zimmermanns (de) Großer deutscher Bauernkrieg, hrsg. von Wilhelm Blos. Illustriert von Victor Schivert und O. E. Lau (de). J. H. W. Dietz, Stuttgart 1891 Digitalisat
- Rothenburger Tage. Eine Geschichte aus stürmischer Zeit. Trenkle, Rothenburg ob d. Tauber 1892.
- Das Ende vom Lied. Sozialer Roman. Heinrich Minden, Dresden und Leipzig 1892.
- Die Deutsche Revolution. Geschichte der deutschen Bewegung von 1848 und 1849. Illustriert von Otto E. Lau. J. H. W. Dietz, Stuttgart 1893 (2. Aufl. 1898; 3. Aufl. 1906; 4. Aufl. 1920; 5. Aufl. 1922; 6. Aufl. 1923).
- Philipp Buonarroti: Babeuf und die Verschwörung für die Gleichheit, mit dem durch sie veranlaßten Prozeß und den Belegstucken. Übersetzt und eingeleitete von Anna und Wilhelm Blos. J. H. W. Dietz Nachf., Stuttgart 1909. (=Internationale Bibliothek 49) Digitalisat (dazu Rezension von Hermann Wendel.)
- Denkwürdigkeiten des Generals Franz Sigel aus den Jahren 1848 und 1849. Hrsg. von Wilhelm Blos. Bensheimer, Mannheim 1902. Digitalisat
- Der Prinzipienreiter. Eine Geschichte aus dem Jahre 1848. Grübel & Sommerlatte, Leipzig 1902. (Rezension.)
- Pater Ambrosius. Charakterbild aus dem fränkischen Bauernkrieg. Eine historische Studie. G. Birk & Co., München 1906. Digitalisat Buchtitel (dazu Rezension von Franz Mehring)
- Die Geächteten. Sozialpolitischer Roman aus der Zeit des Sozialistengesetzes. Erster Band. Buchhandlung Volksstimme G. Maier & Co., Frankfurt am Main 1907. (Reprint: Union Druckerei und Verlagsanstalt, Frankfurt am Main 1989)
- Badische Revolutionsgeschichten aus den Jahren 1848 und 1849. Verlag der Parteibuchhandlung, Mannheim 1910. (Rezension.)
- Die neue Aera. Verlag „Internationale Korrespondenz“ (A. Baumeister), Berlin 1916. MDZ Reader
- Denkwürdigkeiten eines Sozialdemokraten. Digitalisat Zeno.org
  - Erster Band. G. Birk & Co., München 1914.
  - Zweiter Band. G. Birk & Co., München 1919.
- Marx oder Bakunin? Demokratie oder Diktatur? Eine Kampfschrift gegen den Vorläufer des Bolschewismus. Zeitgemäße Neuausgabe der Berichte an die sozialistische Internationale über Michael Bakunin von Karl Marx und Friedrich Engels. Mit einem Geleitwort und Erläuterungen herausgegeben von Wilhelm Blos. Volksverlag für Wirtschaft und Verkehr, Stuttgart 1920. (dazu Rezension von Heinrich Cunow (de))
- Wilhelm Blos, Paul Hahn: Denkwürdigkeiten aus der Umwälzung. Bergers Literarisches Büro und Verlagsanstalt, Stuttgart 1923.
- Von der Monarchie zum Volksstaat. Zur Geschichte der Revolution in Deutschland insbesondere in Württemberg. 2 Bände, Bergers Literarisches Büro u. Verlagsanstalt, Stuttgart 1922–1923 Digitalisat (nur Band 1)
- Florian Geyer. Lebens- und Charakterbild aus dem großen Bauernkrieg. J. H. W. Dietz Nachf., Berlin 1924. (=Die kleine Reihe. Band 3)
- Der Untergang des Frankfurter Parlaments. Societäts-Druckerei, Frankfurt am Main 1924. (=Die Paulskirche. Eine Schriftenfolge 10)

### Essais (sélection)
- Newa und Bosporus. In: Hamburg-Altonaer Volksblatt. Nr. 150 vom 16. Dezember 1877.
- W. B.: Wiener Poeten während des Jahres 1848. In: Die neue Zeit. Revue des geistigen und öffentlichen Lebens. 1(1883), Heft 10, S. 465–472. Digitalisat
- Florian Geyer. Lebens- und Karakterbild aus dem großen Bauernkrieg.
  - In: Die neue Zeit (de). Revue des geistigen und öffentlichen Lebens. 4(1886), Heft 2, S. 58–65. Digitalisat
  - In: Die neue Zeit. Revue des geistigen und öffentlichen Lebens. 4(1886), Heft 3, S. 108–116. Digitalisat
  - In: Die neue Zeit. Revue des geistigen und öffentlichen Lebens. 4(1886), Heft 4, S. 165–174. Digitalisat
- Ludwig Börne. Zur Säkularfeier seiner Geburt.
  - Die neue Zeit. Revue des geistigen und öffentlichen Lebens. 4(1886), Heft 6, S. 264–270. Digitalisat
  - Die neue Zeit. Revue des geistigen und öffentlichen Lebens. 4(1886), Heft 7, S. 326–333. Digitalisat
- Der soziale Roman. Eine kritische Plauderei. Die neue Zeit. Revue des geistigen und öffentlichen Lebens. 4(1886), Heft 9, S. 424–428. Digitalisat
- Das Frankfurter Parlament. Eine historisch-kritische Studie
  - Die neue Zeit. Revue des geistigen und öffentlichen Lebens. 5(1887), Heft 1, S. 21–28. Digitalisat
  - Die neue Zeit. Revue des geistigen und öffentlichen Lebens. 5(1887), Heft 2, S. 70–78. Digitalisat
  - Die neue Zeit. Revue des geistigen und öffentlichen Lebens. 5(1887), Heft 3, S. 114–122. Digitalisat
- W. B.: Die Altersversorgung der Arbeiter. Die neue Zeit. Revue des geistigen und öffentlichen Lebens. 5(1887), Heft 5, S. 228–234. Digitalisat
- W. B.: Vom alten Becker. Zur Erinnerung an einen Veteranen der Arbeiterbewegung. In: Die neue Zeit. Revue des geistigen und öffentlichen Lebens. 5(1887), Heft 7, S. 298–306. Digitalisat
- Aus einer guten alten Zeit. Arbeiter und Arbeiterleben vor vierhundert Jahren.
  - In: Die neue Zeit. Revue des geistigen und öffentlichen Lebens. 5(1887), Heft 10, S. 432–442. Digitalisat
  - In: Die neue Zeit. Revue des geistigen und öffentlichen Lebens. 5(1887), Heft 11, S. 493–502. Digitalisat
- W. B.: Dunst. Zur Karakteristik unserer modernen deutschen Romanliteratur. In: Die neue Zeit. Revue des geistigen und öffentlichen Lebens. 6(1888), Heft 1, S. 34–41. Digitalisat
- W. B.: Meister Timpe. Sozialer Roman von Max Kretzer (de). (Berlin 1888.). In: Die neue Zeit. Revue des geistigen und öffentlichen Lebens. 6(1888), Heft 12, S. 574–576. Digitalisat
- W. B.: Gold und Blut, oder wie kann die gegenwärtige Nothlage des deutschen Nährstandes, insbesondere des Landwirths, des Handwerkers, des Fabrikarbeiters, auf gesetzlichem Wege wieder abgeschafft werden? Rede, am 23. August 1885 in der Tonhalle zu Villingen gehalten von Dr. theol. Herm. Sevin, Professor am Gymnasium in Konstanz. Freiburg, Herder'sche Verlagsbuchhandlung 1885. In: Die neue Zeit. Revue des geistigen und öffentlichen Lebens. 6(1888), Heft 4, S. 187–189. Digitalisat
- W. B.: Die Waffen nieder! Eine Lebensgeschichte von Bertha von Suttner. 2 Bände. Dresden und Leipzig, E. Pierson's Verlag. In: Die neue Zeit. Revue des geistigen und öffentlichen Lebens. 8(1890), Heft 3, S. 140–143. Digitalisat
- W. B.: Friedrich Stoltze (de)'s gesammelte Werke. Frankfurt a. M. 1892. Verlag von Heinrich Keller. In: Die neue Zeit. Revue des geistigen und öffentlichen Lebens. 10.1891-92, 2. Bd.(1892), H. 52, S. 822–824. Digitalisat
- Ein Hauptquell bürgerlicher Bildung.
  - In: Die neue Zeit. Revue des geistigen und öffentlichen Lebens. 11.1892-93, 1. Band (1893), Heft 20, S. 633–637. Digitalisat
  - In: Die neue Zeit. Revue des geistigen und öffentlichen Lebens. 11.1892-93, 1. Band (1893), Heft 22, S. 696–699. Digitalisat
- Professoren als Geschichtschreiber. In: Die neue Zeit. Revue des geistigen und öffentlichen Lebens. 11.1892-93, 2. Band (1893), Heft 28, S. 19–23. Digitalisat
- W. B.: Eine Klarstellung. In: Die neue Zeit. Revue des geistigen und öffentlichen Lebens. 15.1896-97, 1. Band (1897), Heft 14, S. 439–441. Digitalisat
- Eine deutsche Reichsstadt. In: Die neue Zeit. Revue des geistigen und öffentlichen Lebens. 18.1899-1900, 1. Band (1900), Heft 17, S. 542–546. Digitalisat
- Bilder aus Lübecks Vergangenheit. So betitelt sich das schön ausgestattete und ziemlich umfangreiche Werk unseres Parteigenossen Theodor Schwartz, das unlängst im Verlag von Friedrich Meyer & Co. in Lübeck erschienen ist. In: Die neue Zeit (de). Wochenschrift der deutschen Sozialdemokratie. 24.1905-1906, 1. Band (1906), Heft 13, S. 439–440. Digitalisat
- Giuseppe Garibaldi. Zur hundertsten Wiederkehr seines Geburtstags. In: Die neue Zeit. Wochenschrift der deutschen Sozialdemokratie. 25.1906-1907, 2. Band (1907), Heft 39, S. 411–423. Digitalisat
- Zur Erinnerung an Wilh. Eichhoff (de). In: Schwäbische Tagwacht (de) 29(1909). Nr. 252 vom 29.1Oktober 1909, S. 4.
- Hans Flux: 1911. In: Der Wahre Jacob. Nr. 639 vom 17. Januar 1911, S. 6922. Digitalisat Gedicht
- W. B.: Theodor Schwartz, Hinrik Paternostermaker (de). Ein dunkles Blatt aus der lübeckischen Geschichte des vierzehnten Jahrhunderts. Lübeck, Friedr. Meyer & Co. 112 Seiten. 60 Pfennig. In: Die neue Zeit. Wochenschrift der deutschen Sozialdemokratie. 31.1912-1913, 2. Bd.(1913), Heft 43, S. 612–613. Digitalisat
- W. B.: Aus dem Grabe eines Achtundvierziger-Revolutionärs. Unter diesem Titel präsentiert sich uns heute ein aus dem Verlag von Gohlke in Leipzig kommendes Buch. In: Die neue Zeit. Wochenschrift der deutschen Sozialdemokratie. 32.1913-1914, 1. Band (1914), Heft 25, S. 956–958. Digitalisat
- W. B.: Die Flucht des Prinzen von Preußen, nachmaligen Kaisers Wilhelm I. Nach den Aufzeichnungen des Majors O. im Stabe des Prinzen von Preußen. Stuttgart, Greiner & Pfeiffer. In: Die neue Zeit. Wochenschrift der deutschen Sozialdemokratie. 32.1913-1914, 1. Band (1914), Heft 24, S. 916–918. Digitalisat
- Die Freiligrath-Legende. In: Die neue Zeit. Wochenschrift der deutschen Sozialdemokratie. 28.1909-1910, 1. Band (1910), Heft 27, S. 904–908. Digitalisat
- Der neue russische Staat. In: Die neue Zeit. Wochenschrift der deutschen Sozialdemokratie. 36.1917-1918, 1. Band.(1918), Heft 17, S. 392–397. Digitalisat
- Revolutions-Experimente. In: Die neue Zeit. Wochenschrift der deutschen Sozialdemokratie. 36.1917-1918, 1. Band(1918), Heft 24, S. 553–559.Digitalisat
- Zur Marxfeier. In: Sozialistische Monatshefte (de). Band 24, Heft 8, 1918, Ausg. vom 1. Mai 1918, S. 404–406. (Digitalisat)
- Der Kapp-Putsch. In: Friedrich Ebert und seine Zeit. Ein Gedenkwerk über den ersten Präsidenten der Deutschen Republik. Glass, Charlottenburg 1927, S. 279–302